# Karlsborgs kommun
Karlsborgs kommun är en kommun i Västra Götalands län, i före detta Skaraborgs län. Centralort är Karlsborg.
Landskapet i området som utgör kommunen är mycket omväxlande. I norr finns en bergig och kuperad kust medan området i söder är betydligt flackare. Kommunen är främst känd för de militära anläggningarna, såsom Livregementets husarer (K 3) och ammunitionstillverkaren Nammo Vanäsverken AB. 
Sedan kommunen bildades 1971 har invånarantalet successivt sjunkit. En ökad invandring från utlandet gjorde dock att trenden avstannade under 2010-talet. Efter valen på 2010-talet har kommunen styrts av Alliansen, mandatperioden 2014–2018 styrdes dock kommunen av Moderaterna i koalition med Socialdemokraterna.

## Administrativ historik
Kommunens område motsvarar socknarna: Brevik, Mölltorp och  Undenäs. I dessa socknar bildades vid kommunreformen 1862 landskommuner med motsvarande namn. 1885 bildades Karlsborgs landskommun genom utbrytning ur Mölltorps och Undenäs landskommuner.
Den 30 maj 1941 inrättades Mölltorps municipalsamhälle i Mölltorps landskommun.
Vid kommunreformen 1952 bildades i området tre "storkommuner": Mölltorp (av Brevik, Mölltorp och Ransberg), Karlsborg (oförändrad) och Undenäs (av Halna och Undenäs). 1959 upplöstes Mölltorps municipalsamhälle.
Karlsborgs kommun bildades vid kommunreformen 1971 av Karlsborgs landskommun, samt delar ur Mölltorps landskommun (Breviks och Mölltorps församlingar) och ur Undenäs landskommun (Undenäs församling).
Kommunen ingick från bildandet till 2009 i Mariestads domsaga och kommunen ingår sedan 2009 i Skaraborgs domsaga.

## Geografi
Kommunen är belägen i de nordöstra delarna av landskapet Västergötland intill Vätterns västra strand. I norr gränsar Karlsborgs kommun till Laxå kommun och Askersunds kommun i Örebro län, på andra sidan Vättern i öster gränsar kommunen till Motala kommun och Vadstena kommun i Östergötlands län. I söder gränsar kommunen till Hjo kommun samt i väster till Tibro kommun och Töreboda kommun, alla i före detta Skaraborgs län.

### Topografi och hydrografi
Landskapet i området som utgör kommunen är mycket omväxlande. I norr finns en bergig och kuperad kust medan området i söder är betydligt flackare. Det finns gott om sjöar i området, flera småsjöar och en del av sjön Unden. Göta kanal flyter genom Viken och sedan vidare till Vättern i höjd med centralorten. I kommunen finns flera större isälvsdeltan varav Skallhultsplatån, Mölltorpsplatån och Perstorpsfältet är de mest kända. Dessa bildades i samband med  inlandsisens avsmältning. I nordöst finns ett delvis storblockigt urskogsområde som utgör en del av Tivedens nationalpark.

### Naturskydd
I kommunen finns Tivedens nationalpark. Därtill fanns 13 naturreservat i Karlsborg år 2022, varav ett förvaltades av kommunen.
Tivedens nationalpark beskrivs av Naturvårdsverket som "ett kuperat och vilt skogslandskap med dramatiska sprickdalar, vackra skogssjöar, jätteblock vid Stenkälla, utsikt från Trollkyrkobergen samt badstranden vid Vitsand". Naturreservatet Håketjärnarna beskrivs av Länsstyrelsen i Västra Götaland som ett "Tiveden i miniatyr". I reservatet finns exempelvis tjäder och nattskärra.
Ett annat naturreservat är Röå alsumpskog. Reservatet domineras av sumpskog bestående av klibbal och björk. Reservatet är även klassat som Natura 2000-område.

### Administrativ indelning

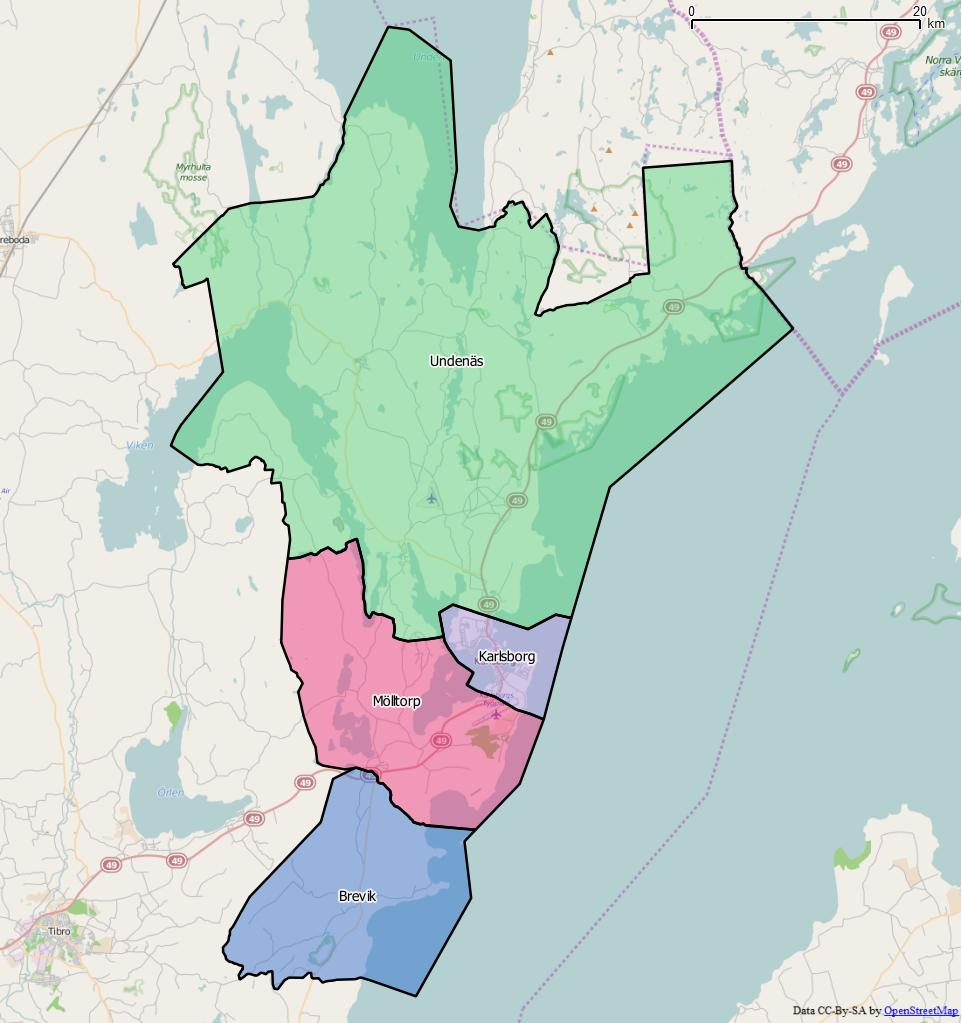
Distrikt (socknar) inom Karlsborgs kommun

Fram till 2016 var kommunen för befolkningsrapportering indelad i fyra församlingar: Breviks församling, Karlsborgs församling, Mölltorps församling och Undenäs församling.
Från 2016 indelas kommunen istället i fyra distrikt, vilka motsvarar de tidigare socknarna Brevik, Karlsborg, Mölltorp och 
Undenäs.
År 2015 fanns fortfarande samma församlingar som vid årsskiftet 1999/2000, vilket distriktsindelningen är baserad på.

### Tätorter
Enligt SCB:s tätortsavgränsning 2020 fanns fyra tätorter i kommunen: Karlsborg med 3 749 invånare, Forsvik med 323 invånare,  Mölltorp med 1 084 invånare och Undenäs med 214 invånare. Totalt bodde 77,1 procent av kommunens invånare i någon av tätorterna 2020, vilket var lägre än genomsnittet för riket där motsvarande siffra var 87,6 procent.

## Styre och politik

### Styre
Mandatperioden 2010–2014 styrdes kommunen av Alliansen, vilka hade 17 av 31 mandat i kommunfullmäktige.
Efter valet 2014 bildades ett blocköverskridande styre bestående av Moderaterna och Socialdemokraterna. Efter valet 2018 styrdes kommunen av Alliansen i minoritet med 15 av 31 mandat, efter att Alliansen ingått en valteknisk samverkan med Socialdemokraterna och Vänsterpartiet. Sverigedemokraterna var därmed det enda partiet i kommunfullmäktige som helt utestängdes från makten. Alliansstyret fortsatte med egen majoritet under mandatperioden 2022–2026.

### Kommunfullmäktige
Kommunfullmäktige i Karlsborg hade 35 mandat fram till valet 1998, därefter minskade antalet mandat till 31.

#### Presidium
| Presidium 2022–2026    | Presidium 2022–2026 | Presidium 2022–2026 |
| ---------------------- | ------------------- | ------------------- |
| Ordförande             | M                   | Rolf Andersson      |
| Förste vice ordförande | C                   | Kjell Sjölund       |
| Andre vice ordförande  | S                   | Lina Davidsson      |

#### Mandatfördelning 1970–2022
| 16 | 9 | 6 |  | 3 |

| 32 |

| 17 | 10 | 3 |  | 4 |

| 33 |

| 17 | 10 | 3 |  | 4 |

| 29 | 6 |

| 17 | 8 | 4 |  | 5 |

| 28 | 7 |

| 18 | 7 | 3 |  | 6 |

| 29 | 6 |

| 17 | 6 | 5 |  | 6 |

| 28 | 7 |

| 16 | 2 | 8 | 4 |  | 4 |

| 27 | 8 |

| 13 | 2 | 2 | 7 | 3 | 2 | 6 |

| 28 | 7 |

| 16 | 3 |  | 6 | 3 |  | 5 |

| 23 | 12 |

| 14 | 2 | 4 | 2 | 3 | 6 |

| 22 | 9 |

| 15 | 6 | 3 | 2 | 5 |

| 19 | 12 |

| 14 | 8 | 3 |  | 5 |

| 18 | 13 |

| 13 |  | 8 | 3 |  | 5 |

| 20 | 11 |

|  | 12 |  | 3 | 7 | 2 |  | 4 |

| 17 | 14 |

|  | 10 | 5 | 6 | 3 |  | 5 |

| 18 | 13 |

|  | 10 | 4 | 5 | 2 | 2 | 7 |

| 16 | 15 |

### Nämnder

#### Kommunstyrelse
Kommunstyrelsen i Karlsborg har 11 ledamöter. Mandatperioden 2022–2026 tillhör fyra av ledamöterna Socialdemokraterna medan Centerpartiet och Moderaterna har två vardera. Kristdemokraterna, Liberalerna och Sverigedemokraterna har en ledamot vardera.
| Presidium 2022–2026    | Presidium 2022–2026 | Presidium 2022–2026 |
| ---------------------- | ------------------- | ------------------- |
| Ordförande             | M                   | Torbjörn Colling    |
| Förste vice ordförande | C                   | Monica Staudinger   |
| Andre vice ordförande  | S                   | Jonas Davidsson     |

#### Lista över kommunstyrelsens ordförande
- Peter Lindroth, Socialdemokraterna, 1999–31 december 2006[19][20]
- Kjell Sjölund, Centerpartiet, 1 december 2007–31 december 2014[21]
- Peter Lindroth, Socialdemokraterna, 1 januari 2015–31 december 2018
- Catarina Davidsson, Centerpartiet, 1 januari 2019–31 december 2022[22]
- Torbjörn Colling, Moderaterna, 1 januari 2023–[23]

Denna lista hämtas från Wikidata. Informationen kan ändras där.

#### Övriga nämnder
Kollektivtrafiknämnden är en gemensam nämnd för Karlsborg, Hjo och Tibro. Dess förvaltning, Kollektivtrafikkontoret, är belägen i Tibro.
| Nämnd                        | Ordförande | Ordförande        | Förste vice ordförande | Förste vice ordförande | Andre vice ordförande | Andre vice ordförande |
| ---------------------------- | ---------- | ----------------- | ---------------------- | ---------------------- | --------------------- | --------------------- |
| Barn- och utbildningsnämnden | M          | Staffan Myrsell   | C                      | Eva Birath             | S                     | Ulf Ahndersson        |
| Byggnadsnämnden              | C          | Anders Lundgren   | L                      | Anders Ståhl           | S                     | Jan-Olof Säll         |
| Kultur- och fritidsnämnden   | L          | Inger Larsson     | C                      | Anita Eliasson         | S                     | Jan Dahlqvist         |
| Socialnämnden                | C          | Monica Staudinger | KD                     | Barbro Björklund       | S                     | Hilkka Eskelinen      |
| Valnämnden                   | M          | Henrik Fransson   | KD                     | Erik Wibjörk           | S                     | Lina Davidsson        |

Källa:

## Ekonomi och infrastruktur

### Näringsliv
Kommunen är främst känd för de militära anläggningarna, såsom Livregementets husarer (K 3) och ammunitionstillverkaren Nammo Vanäsverken AB. Den senare var kommunens största privata arbetsgivare år 2020 med 175 anställda. Den största arbetsgivaren var dock kommunen med 501 anställda. Mölltorps Gjuteri & Mekaniska Verkstad AB och Brodit AB, vilka tillverkar fästen för mobiltelefoner och surfplattor, är andra större företag.
Enligt uppgifter från 2014 pendlade 30 procent av kommunens förvärvsarbetande till andra kommuner och 25 procent av arbetstillfällena innehades av inpendlare.

#### Jord- och skogsbruk
Norra delen av kommunen har ett tunt jordtäcke och är därför inte lämpligt för jordbruk. I västra delen är däremot jordtäcket tjockare och i de breda dalgångarna är förutsättningarna för jordbruk goda, än bättre jordbruksmark finns i kommunens södra del.
En stor andel av kommunen utgörs av skogsmark, vilka främst användes för jakt och svedjebruk fram till 1600-talet. Under 1600-talet kom skogen att bli en viktig produkt vid järnindustrin och samtidigt blev tjära en viktig exportvara. Skogsbrukets expansion ledde till att större bruk etablerades kring Forsvik, Granvik, Igelbäcken och Sätra.
Jordbruksbefolkningen ökade under 1800-talet vilket ledde till ökat behov av ängs- och betesmark. Parallellt med detta växte sågverksindustrin vid Forsvik och Sätra. Sammantaget innebar detta att stora arealer skog avverkades utan större tanke på återväxt. Först långt in på 1900-talet åtgärdades bristen på skogsvård. En majoritet av dagens odlingsmarker har brukets sedan medeltiden. Exempel på större gårdar i kommunen är Sannum, Forsvik, Bocksjö och Gällsebo.

#### Råvaror
I kommunen har man brutit torv, främst kring Amperna öster om Brevik och i området nordost om Mölltorp. Denna skeppades sedan från Amperna över Vättern till Motala. Järn- och mangangruvor har funnits vid Bölet.

#### Industri
Järnindustrin har haft stor betydelse för kommunens utveckling och de viktigaste platserna för dess framställning var Forsvik, Granvik, Igelbäcken och Sätra. Med anor från medeltiden har Forsviks bruk haft en särställning i den industrihistoriska utvecklingen i Karlsborg.

#### Turism
Turismen är en viktig del av det lokala näringslivet och två av de största besöksmålen i Skaraborg hittas i kommunen, Göta kanal och Karlsborgs fästning; andra stora turistattraktioner är Tivedens nationalpark och Forsviks bruk.

### Infrastruktur

#### Transporter
Genom kommunen går tre stora vägar, riksväg 49, länsväg 195 och länsväg 202. Riksväg 49 och väg 195 fungerar som transportsätt för kommunikationer söderut, norrut och mot Skövde. Landskapet i nordväst är dock mindre lämpat för vägdragningar. Bitvis uppgavs länsväg 202 mot Töreboda och Mariestad ha låg standard. År 2014 användes bil som primärt transportmedel trots bra turtäthet till Tibro och Skövde. I övrigt var busstrafiken mycket begränsad.
Tidigare fanns person- och godstrafik mellan Skövde och Karlsborg på Karlsborgsbanan. Persontrafik lades ner 1986 och godstrafiken 1996. Banan har  därefter fått förfalla, dock görs nya utredningar med jämna rum för att se över möjligheten att återuppta trafiken. Från Karlsborg sträcker sig Göta kanal mot nordväst genom sjöarna Bottensjön och Viken. Denna sträcka används för passagerartrafik.
Första landningen i kommunen med flygplan skedde redan 1913. Därefter har både vatten och land använts som landningsbana. År 1950 anlades huvudbanan på Karlsborgs flygplats, en flygplats som kom att användas av flygflottiljen F6 fram till 1994. Därefter har F 7 Såtenäs nyttjat flygplatsen fram till 2018 då den stängdes gör renovering, 2022 öppnades den åter.

## Befolkning

### Demografi

#### Befolkningsutveckling
Under den expansiva perioden som kommunen genomgick under 1950-talet var invånantalet över 10 000. Därefter har invånarantalet successivt sjunkit till under 7 000 personer på 2000-talet. Inflyttning från utlandet har gjort att invånarantalet ökat något efter 2013 och därmed balanserat både den naturliga folkminskningen och utflyttningen till kringliggande kommuner.
Kommunen har 6 979 invånare (31 mars 2025), vilket placerar den på 249:e plats avseende folkmängd bland Sveriges kommuner.
| Befolkningsutvecklingen i Karlsborgs kommun 1970–2020 | Befolkningsutvecklingen i Karlsborgs kommun 1970–2020 | Befolkningsutvecklingen i Karlsborgs kommun 1970–2020 | Befolkningsutvecklingen i Karlsborgs kommun 1970–2020 | Befolkningsutvecklingen i Karlsborgs kommun 1970–2020 |
| ----------------------------------------------------- | ----------------------------------------------------- | ----------------------------------------------------- | ----------------------------------------------------- | ----------------------------------------------------- |
|                                                       |                                                       |                                                       |                                                       |                                                       |
| År                                                    |                                                       |                                                       | Folkmängd                                             |                                                       |
| 1970                                                  | 1970                                                  |                                                       | 8 430                                                 |                                                       |
| 1975                                                  | 1975                                                  |                                                       | 8 157                                                 |                                                       |
| 1980                                                  | 1980                                                  |                                                       | 8 236                                                 |                                                       |
| 1985                                                  | 1985                                                  |                                                       | 8 038                                                 |                                                       |
| 1990                                                  | 1990                                                  |                                                       | 8 085                                                 |                                                       |
| 1995                                                  | 1995                                                  |                                                       | 7 645                                                 |                                                       |
| 2000                                                  | 2000                                                  |                                                       | 7 100                                                 |                                                       |
| 2005                                                  | 2005                                                  |                                                       | 6 898                                                 |                                                       |
| 2010                                                  | 2010                                                  |                                                       | 6 752                                                 |                                                       |
| 2015                                                  | 2015                                                  |                                                       | 6 764                                                 |                                                       |
| 2020                                                  | 2020                                                  |                                                       | 6 962                                                 |                                                       |

## Kultur

### Kulturarv
På Vanäs udde vid Vätterns västra strand ligger Karlsborgs fästning, som tog 90 år att färdigställa. Denna började byggas efter att Sverige förlorat Finland till Ryssland under början av 1800-talet. Syftet var att förflytta kungafamiljen, regeringen och guldreserven från det geografisk utsatta Stockholm i händelse av krig.
År 2022 fanns tre byggnadsminnen i kommunen: Kungsvillan, Edets benstamp och kvarn samt Forsviks bruk.

### Kommunvapen
Blasonering: I silver en av en vågskura bildad stam, däröver i blått en från kant till kant gående fästningsmur av silver, försedd med ett trappstegsformat gotiskt porttorn och tre blå kvadratiska gluggar på ömse sidor.
Trots sin ställning som "Sveriges reservhuvudstad" var fästningen Karlsborg och tätorten däromkring aldrig stad eller köping eller ens municipalsamhälle utan ingick i landskommunen. Inte heller fanns något heraldiskt vapen. Efter sammanläggningen 1971 utlystes därför en tävling om ett sådant. Fästningsmuren och porttornet är en stiliserad avbildning av det "götiska valvet" som leder in på fästningsområdet. Vapnet kunde registreras i PRV 1980.